# Doreen Chung
Doreen Pamela Chung (khoảng 1932 - 5 tháng 9 năm 2009) là một nhân vật của công chúng Guyan và là vợ của Tổng thống đầu tiên của Guyana, Arthur Chung. Bà phục vụ với tư cách là Đệ nhất phu nhân của Guyana từ tháng 3 năm 1970 đến tháng 10 năm 1980.
Chung được sinh ra Doreen Pamela Ng-See-Quan tại Rừng Windsor, West Demerara, Guiana thuộc Anh. Năm 1954, bà kết hôn với Arthur Chung, bà có hai con, Diane Pamela và Raymond Arthur. Cặp đôi vẫn kết hôn được 54 năm, cho đến khi Arthur Chung qua đời vào ngày 23 tháng 6 năm 2008 
Doreen Chung qua đời tại Bệnh viện St. Joseph Mercy ở Georgetown, Guyana, vào ngày 5 tháng 9 năm 2009, ở tuổi 77. Tang lễ của bà được tổ chức tại nhà thờ St. Saviour ở khu phố Charlestown của Georgetown. Chung được chôn cất tại nghĩa trang của nhà thờ St. Jude's ở Blankenburg, West Coast Demerara. Bà đã cư trú tại Bel Air Springs, Guyana.